# Tunas do Paraná
Tunas do Paraná is een gemeente in de Braziliaanse deelstaat Paraná. De gemeente telt 6.753 inwoners (schatting 2009).

## Aangrenzende gemeenten
De gemeente grenst aan Adrianópolis, Bocaiuva do Sul en Cerro Azul.

## Verkeer en vervoer
De plaats ligt aan de wegen BR-476 en PR-340.